# Alberto González
Alberto González (ur. 1922, zm. 2003) – piłkarz paragwajski noszący przydomek Gonzalito, prawy obrońca.
Wziął udział w turnieju Copa América 1949, gdzie Paragwaj został wicemistrzem Ameryki Południowej. González zagrał we wszystkich ośmiu meczach – z Kolumbią, Ekwadorem, Peru, Urugwajem, Chile, Boliwią i w dwóch decydujących o mistrzostwie meczach z Brazylią.
Jako piłkarz klubu Club Olimpia był w kadrze reprezentacji podczas finałów mistrzostw świata w 1950 roku, gdzie Paragwaj odpadł w fazie grupowej. González zagrał w obu meczach – ze Szwecją i z Włochami.